# Gustaf Herman Danielson
Pour les articles homonymes, voir Danielson.
Gustaf Herman Danielson (1883-juillet 1971) est un homme politique provincial canadien de la Saskatchewan. Il représente la circonscription d'Arm River à titre de député du Parti libéral de la Saskatchewan de 1934 à 1964.

## Biographie
Né en Suède, il émigre aux États-Unis en 1901 avant de s'établir en Saskatchewan en 1904 et entretenir une ferme familiale dans le sud d'Elbow. Actif dans plusieurs organisations, il est délégué de la Saskatchewan Wheat Pool (en) et siège au conseil de la coopérative de Davidson.

## Carrière politique
Danielson siège au conseil municipal de la municipalité rurale de Davidson durant une quinzaine d'années. Il fait son entrée à l'Assemblée législative de la Saskatchewan en 1934, il sera réélu jusqu'en 1964 alors qu'il est défait par le chef du Parti progressiste-conservateur Martin Pederson.
En 1938, il défait le chef conservateur provincial et futur premier ministre du Canada, John Diefenbaker.
Servant comme député pendant plus de trente ans, il devient le doyen de l'Assemblée législative. Après une vingtaine d'années dans l'opposition et le retour au pouvoir des Libéraux en 1964, sa défaite lors de cette élection apparaît comme ironique.
Le Parc provincial de Danielson dans le sud-ouest de la province et près du lac Diefenbaker et du barrage Gardiner est nommé en son honneur.